# Franklin Lakes
Franklin Lakes est un borough situé dans le comté de Bergen dans l'État du New Jersey. En 2010, sa population est de 10 590 habitants.

## Personnalités
- Jeremy Zucker (1996-), chanteur et compositeur, y est né.

## Source
- (en) Cet article est partiellement ou en totalité issu de l’article de Wikipédia en anglais intitulé « Franklin Lakes, New Jersey » (voir la liste des auteurs).